# Brandon Miller
Brandon Jordan Miller (Antioch, Tennessee; 22 de noviembre de 2002) es un baloncestista estadounidense que pertenece a la plantilla de los Charlotte Hornets de la NBA. Con 2,01 metros de estatura, juega en la posición de alero. 

## Trayectoria deportiva

### Instituto
Miller creció en Antioch, un vecindario de Nashville, Tennessee, y asistió a la escuela secundaria Cane Ridge. Fue nombrado Jugador del Año de Tennessee que entrega Gatorade después de promediar 23,3 puntos, 8 rebotes, 4,3 asistencias, 2,6 tapones y 2,3 robos por partido durante su temporada júnior. Repitió como Jugador del Año Gatorade y fue nombrado Tennessee Mr. Basketball en su última temporada después de promediar 24,1 puntos, 8,5 rebotes, 4,3 asistencias y 2,3 robos por partido. También disputó el Jordan Brand Classic y el McDonald's All-American Game.

### Universidad
Jugó una temporada con los Crimson Tide de la Universidad de Alabama, en la que promedió 18,8 puntos, 8,2 rebotes y  2,1 asistencias por partido. Al final de la temporada regular, fue nombrado Jugador del Año de la SEC, novato del año y fue incluido en el mejor quinteto de la conferencia. Fue incluido en el segundo equipo consensuado All-American después de ser seleccionado para los primeros equipos de Associated Press y Sporting News y los segundos equipos de las selecciones NABC y USBWA. También recibió en Premio Wayman Tisdale y fue elegido Freshman del Año de la NABC.
Se convirtió en el primer jugador de la SEC en ganar el premio al Jugador del año, al Novato del año y el MVP del torneo en la misma temporada. Fue el único jugador de la División I de la NCAA en los últimos 30 años en anotar 696 puntos, registrar 305 rebotes y convertir 106 triples en una sola temporada.

#### Estadísticas
| Año     | Equipo  | PJ | PT | MPP  | %TC  | %3P  | %TL  | RPP | APP | ROB | TPP | PPP  |
| ------- | ------- | -- | -- | ---- | ---- | ---- | ---- | --- | --- | --- | --- | ---- |
| 2022–23 | Alabama | 37 | 37 | 32.6 | .430 | .384 | .859 | 8.2 | 2.1 | .9  | .9  | 18.8 |

### Profesional
Fue elegido en la segunda posición del Draft de la NBA de 2023 por los Charlotte Hornets.
Fue nombrado rookie del mes de enero, de febrero, y también de marzo de la conferencia Este. El 4 de febrero de 2024 consiguió su mejor anotación de la temporada con 35 puntos ante Indiana Pacers.
Al comienzo de su segunda temporada en Charlotte, el 6 de noviembre de 2024 anota la canasta ganadora sobre la bocina ante Detroit Pistons.
En enero de 2025 es descartado para el resto de la temporada por lesión, habiendo disputado únicamente 27 encuentros, promediando 21 puntos y 5 rebotes por encuentro.

## Estadísticas de su carrera en la NBA

### Temporada regular
| Año     | Equipo    | PJ  | PT | MPP  | %TC  | %3P  | %TL  | RPP | APP | ROB | TPP | PPP  |
| ------- | --------- | --- | -- | ---- | ---- | ---- | ---- | --- | --- | --- | --- | ---- |
| 2023-24 | Charlotte | 74  | 68 | 32.2 | .440 | .373 | .827 | 4.3 | 2.4 | .9  | .6  | 17.3 |
| 2024-25 | Charlotte | 27  | 27 | 34.2 | .403 | .355 | .861 | 4.9 | 3.6 | 1.1 | .7  | 21.0 |
| Total   | Total     | 101 | 95 | 32.7 | .428 | .366 | .837 | 4.4 | 2.7 | .9  | .6  | 18.3 |